# King Gordy
King Gordy (справжнє ім'я Веверлі В. Елфорд III) (народився 18 серпня 1977) — американський репер.

## Біографія
Кінґ Ґорді — сольний хіп-хоп виконавець, який також є учасником гурту Fat Killahz, до складу якого входять Fatt Father, Marv Won та Shim E. Bango. Разом з репером Bizarre, другом якого Ґорді був з самого дитинства, виконавець сформував дует The Davidians. Уперше під такою назвою гурт з'явився на мікстейпі Esham The Butcher Shop. Ґорді відомий своїм волоссям, яке сплетене в два роги.
У 2012 р. Twitter заблокував обліковий запис музиканта, Ґорді змушений був створити новий. 6 лютого 2013 виконавець став жертвою пограбування, він отримав 5 вогнепальних поранень. Уже через 2 тижня Ґорді почав працювати у студії з Bizarre.
23 червня 2013 повідомив через Twitter про завершення створення гороркор-музики (виняток: платні появи на піснях інших виконавців); репер також заявив, що він не відвідає Gathering of the Juggalos цього року через напружений студійний графік. 28 серпня 2013 потрапив за ґрати через визнання своєї вини у доставці й виробленні марихуани у 2012. 9 листопада 2013 через Twitter сповістив про повернення.

### Кінокар'єра
Репер знявся у фільмі Восьма Миля, за участі Емінема. Кінґ Ґорді зіграв роль вигаданого репера Big O. Наразі це його єдина поява в кінематографі.

### Конфлікти
Haystak
Після того, як Haystak записав дис на Емінема, King Gordy та Bizzare написали у відповідь пісню «Hey Haystak» та оприлюднили відео «R.I.P Haystak». У свою чергу репер Brabo Gator, знайомий Haystak, записав дис на King Gordy, Обі Трайса, D12 та Емінема.
Лупе Фіаско
28 червня 2013 King Gordy висловив через Twitter свою думку щодо музики Лупе Фіаско та інших мейнстрімових реперів (зокрема Мака Міллера, Yelawolf, Tyler the Creator). Лупе відповів, твіти з обох сторін з'являлися протягом більш ніж 8 годин. Репери заявили про повагу до творчості одне одного, проте продовжували наполягати на своїй перемозі у батлі між обома виконавцями.

## Дискографія

### Альбоми
- 2003: The Entity
- 2006: King of Horrorcore
- 2007: Van Dyke & Harper Music
- 2007: Cobain's Diary
- 2008: The Great American Weed Smoker
- 2009: King of Horrorcore Vol. 2
- 2010: Xerxes the God-King
- 2011: Sings the Blues
- 2016: Herojuana (спільно з Bang Belushi)
- 2018: Last American Rock Stars (спільно з Bizarre)

### Міні-альбоми
- 2011: Jesus Christ's Mistress
- 2012: Hail Dark Lord Vader

### Релізи у складі Fat Killahz
- 2004: WFKR 31.3 FKM: FK Radio the Mixtape
- 2005: Guess Who's Coming to Dinner?
- 2011: The E.P.

### Гостьові появи
| - 2001: «Everybody's Trippin'» (DJ Butter з участю Shim E. Bango, Slickonez, Dogmatic, B-Boy, R.E.G. та King Gordy) - 2001: «Murder City» (DJ Butter з уч. Obie Trice, King Gordy, Almighty Dreadnaughtz та Miz Korona) - 2001: «Pass the Lighter (Remix)» (DJ Butter з уч. King Gordy) - 2002: «Life» (Promatic з уч. King Gordy) - 2003: «Definition» (Woof Pac з уч. King Gordy) - 2004: «Access Denied» (Project Deadman з уч. Tech N9ne та King Gordy) - 2004: «No Rest for the Wicked» (Project Deadman з уч. King Gordy) - 2004: «Rob U N Da Club» (1st Born з уч. King Gordy, Proof та D.U.) - 2004: «Run Up on Us» (Proof з уч. T-Flame, King Gordy, Banzi та Young Breed) - 2005: «Cobain the Dead Intro» (Devil's Nite 2005) - 2005: «Dance» (Fatt Father з уч. Marv Won, King Gordy та Lovejoy) - 2005: «Evil» (Fatt Father з уч. King Gordy) - 2005: «Evil» (Supa Emcee з уч. King Gordy та Sal) - 2005: «Ghetto Music» (Bizarre з уч. King Gordy, Swifty McVay та Stic Man) - 2005: «No T. Lose» (Proof з уч. King Gordy) - 2005: «Scream» (Mr. Wrong a.k.a Bareda з уч. King Gordy та Swifty McVay) - 2006: «Antidote Medicine» (Esham з уч. King Gordy та Lavel) - 2006: «Oh Mary!» (Bizarre з уч. King Gordy, Livio та Gambino) - 2006: «Six Deaths» (Fury з уч. Mattrix та King Gordy) - 2007: «1980» (Bizarre з уч. King Gordy) - 2007: «Animal» (Bizarre з уч. King Gordy та Razaaq) - 2007: «Cakin» (Bizarre з уч. Dub, Gam, Scarchild та King Gordy) - 2007: «Fat Boy» (Bizarre з уч. King Gordy) - 2007: «Knock Em Out» (Bizarre з уч. King Gordy та Tech N9ne) - 2007: «Look Out Below» (Guilty Simpson з уч. Bizarre та King Gordy) - 2007: «Monster» (Jehovah з уч. King Gordy) - 2007: «Put Your Hands Up for Detroit» (Федде ле Гранд з уч. King Gordy та Bizarre) - 2007: «Rock Out» (Bizarre з уч. King Gordy) - 2007: «Squeez EZ» (Guilty Simpson з уч. King Gordy та Fatt Father) - 2007: «Stay Calm» (Bizarre з уч. King Gordy) - 2007: «Wicked» (Bizarre з уч. King Gordy) - 2008: «I Am Gone» (D12 з уч. King Gordy) - 2008: «Bitch You Think You Special» (Bizarre з уч. King Gordy) - 2008: «Cheating in the Bedroom» (D12 з уч. King Gordy) - 2008: «Dangerous» (з уч. The R.O.C.) (мікстейп DJ Clay Let 'Em Bleed: The Mixxtape, Vol. 2) - 2008: «Detroit Playaz» (Fatt Father з уч. King Gordy) - 2008: «Don't Hate» (D12 з уч. King Gordy) - 2008: «Everyday» (Bizarre з уч. King Gordy) - 2008: «Holocaust Interlude» (Fury з уч. King Gordy) - 2008: «Let It Rain» (Spooky Z tha Gravedigguh з уч. King Gordy, DieNasty та D-Evil) - 2008: «Mirror Mirror» (Krizz Kaliko з уч. King Gordy) - 2008: «Mr. Christian Man» (Fury з уч. King Gordy, Prozak та Madness) - 2008: «Mrs. Pitts» (D12 з уч. King Gordy) - 2008: «Oh X-mas Tree» (Fatt Father з уч. King Gordy, Guilty Simpson та Phat Kat) - 2008: «Psycho, Psycho, Psycho» (Prozak з уч. Bizarre та King Gordy) - 2008: «This Situation» (D12 з уч. King Gordy) - 2008: «Tyler Durden» (компіляція «Tunnel Runners», видана на лейблах Hatchet House та Psychopathic Records) - 2008: «Win or Lose» (D12 з уч. King Gordy) - 2008: «You're Not Gangsta» (D12 з уч. King Gordy) - 2008: «Your Face Is Fucked Up» (Lenthal з уч. King Gordy, Fury та Krazee) - 2009: «Fucking Nuts» (Hades з уч. King Gordy) - 2009: «Ghetto World» (Dogmatic з уч. King Gordy) - 2009: «High» (Woof Pac з уч. King Gordy) - 2009: «Horns» (Tech N9ne з уч. King Gordy та Prozak) - 2009: «In My Hood» (Kamp Crystal Lake з уч. King Gordy) | - 2009: «Maniac» (Autopzy з уч. Big Sin та King Gordy) - 2009: «The Only Ones» (разом з Prozak) - 2009: «Neverland» (Bloodshot з уч. King Gordy) - 2009: «Welcome to Hell» (Madecipha з уч. King Gordy) - 2010: «Cold Hearted» (Sodoma Gomora з уч. King Gordy) - 2010: «Fatal Masochist» (Bad Dream з уч. King Gordy та T.O.N.E-z) - 2010: «I Ain't Crazy» (Potluck з уч. D12 та King Gordy) - 2010: «Intro» (Sinn з уч. King Gordy) - 2010: «Invincible» (Nick Rage з уч. King Gordy) - 2010: «Kick the Door Down» (RYM Crew з уч. King Gordy) - 2010: «Kill Her» (John Drama з уч. King Gordy) - 2010: «Rock It Out» (Bizarre з уч. King Gordy) - 2010: «Until» (Robert Illo з уч. King Gordy) - 2010: «Untitled» (Krazy Killaz з уч. King Gordy) - 2010: «Welcome» (Ninja Newman з уч. King Gordy та Yung Rob) - 2010: «Whatcha Smokin' On» (Bizarre з уч. King Gordy) - 2010: «When You See Me» (Whiteout з уч. King Gordy, Kryptik та Grewsum) - 2010: «Wicked Minds» (Three One Se7en з уч. King Gordy та Bizzy Bone) - 2010: «Wild like Us» (Bizarre з уч. King Gordy) - 2011: «Alleyways» (Outsider з уч. Hoodu та King Gordy) - 2011: «Blood Sacrifice» (Akvon з уч. King Gordy) - 2011: «Fresh Meat» (Cannibal Carib з уч. King Gordy) - 2011: «Fuckin’ You Up freestyle» (D12 з уч. King Gordy та Young Zee) - 2011: «Gangsta (Dubmix)» (J Reno з уч. King Gordy та Ignited) - 2011: «Go Europe» (Will Roush з уч. Bizarre та King Gordy) - 2011: «Lite That Shit Up» (Potluck з уч. King Gordy) - 2011: «No Regrets» (Dark Half з уч. Bizarre та King Gordy) - 2011: «Thirteen» (Kamp Crystal Lake з уч. King Gordy) - 2011: «Welcome to Armageddon» (Prophet the Revolution з уч. King Gordy) - 2011: «Wicked Minds (Remix)» (Three One Se7en з уч. King Gordy та Bizzy Bone) - 2011: «Zombie Apocalypse» (Sick Addiction з уч. King Gordy) - 2012: «Fall from Grace» (Jimmy Donn з уч. King Gordy та Bizarre) - 2012: «Freedom» (K.Daver з уч. King Gordy) - 2012: «I Don't Know What I Did Last Night» (Bizarre з уч. Brotha Lynch Hung, Fury та King Gordy) - 2012: «Jigsaw Carnival» (Jigsaw з уч. King Gordy та Power Dise) - 2012: «Justin Bieber» (Bizarre з уч. King Gordy) - 2012: «Moonlight» (Whiteout, Ether, Freeze, Fury з уч. King Gordy та Dr. Gigglez) - 2012: «Nightmare» (Soulja з уч. King Gordy) - 2012: «Raw Sh!t» (Fatt Father з уч. King Gordy, Seven the General та Phat Kat) - 2012: «Snatch Yo Carties» (Bizarre з уч. King Gordy) - 2012: «Taking Lives» (Something Awful з уч. King Gordy) - 2012: «The Rapture» (Snowgoons з уч. Meth Mouth, Swifty McVay, Bizarre, King Gordy та Sean Strange) - 2012: «With a Shovel» (Stranger Haze з уч. King Gordy та Kronik) - 2013: «Break You» (Dark Half з уч. Dope Fiend, Liquid Assassin та King Gordy) - 2013: «I Got an Attitude» (Bizarre з уч. King Gordy) - 2013: «Put Me in the Hole» (Bizarre з уч. King Gordy та Seven the General) - 2013: «The Underworld» (Reel Wolf Presents: Bizarre, Reef the Lost Cauze, ILL Bill, Slaine, Celph Titled, King Gordy, SID, The Goondox, Apathy, Swifty McVay, Vinnie Paz та Tech N9ne) (оригінал; ремікси Cold North, Goon Musick, Hell Trap, Slime) - 2013: «Underground All Stars (The Anthem)» (Bloodstepp з уч. King Gordy, The Jokerr, Lo Key, Mister K.A, T.O.N.E-Z, Molly Gruesome, Playboy the Beast, Mars, Razakel, Tre lb, Axe Murder Boyz, Grewsum, Mastamind, Insane Poetry, Basick, Spice 1 та KidCrusher) - 2014: «Cocaine Shades» (Bizarre з уч. King Gordy та Young Zee) - 2014: «Go to War» (Bizarre з уч. Big-T, St. Luke та King Gordy) - 2014: «I'm a D Nigga» (Bizarre з уч. King Gordy) - 2014: «Paranoid» (Hex Rated з уч. King Gordy) - 2015: «D.T.U.» (D12 з уч. King Gordy) - 2015: «Fool You» (Top Prospect з уч. King Gordy, Doughboy, Fury та Dubmuzik) - 2015: «Ghetto Boyz» (Bizarre з уч. King Gordy та Livio 12061) - 2015: «In the Trap» (Bizarre з уч. Kay Bee та King Gordy) - 2015: «Jerry Springer» (Bizarre з уч. Fury та King Gordy) - 2015: «Killin It» (D12 з уч. Royce da 5'9" та King Gordy) - 2015: «Ledgend» (D12 з уч. King Gordy) - 2015: «The Set Off» (D12 з уч. King Gordy) |

### Відеокліпи

#### Власні
- 2003: «Nightmares»
- 2010: «Sing for the Dead»
- 2012: «Psycho Bill» (за участі Bizarre)

#### Інших виконавців
- 2007: «Fat Boy» (Bizarre з уч. King Gordy)
- 2007: «Where You From» (Bizarre, King Gordy, Young Miles, Kuniva)
- 2009: «1980» (Bizarre з уч. King Gordy)
- 2010: «Watcha Smokin On» (Bizarre з уч. King Gordy)
- 2010: «Wild Like Us» (Bizarre з уч. King Gordy)
- 2011: «Taking Lives» (Fury з уч. Bizarre та King Gordy)
- 2012: «The Rapture» (Snowgoons з уч. Meth Mouth, Swifty McVay, Bizarre, King Gordy та Sean Strange)
- 2012: «Justin Bieber» (Bizarre з уч. King Gordy)
- 2012: «Snatch Your Carties» (Bizarre з уч. King Gordy та Calicoe)
- 2012: «Jigsaw Carnival» (Jigsaw з уч. King Gordy та Power Dise)
- 2013: «I Got an Attitude» (Bizarre з уч. King Gordy)
- 2013: «The Underworld» (Reel Wolf Presents: Bizarre, Reef the Lost Cauze, ILL Bill, Slaine, Celph Titled, King Gordy, SID, The Goondox, Apathy, Swifty McVay, Vinnie Paz та Tech N9ne)
- 2014: «Loyalty» (Sketch з уч. King Gordy, John Drama та Ms Rita)
- 2014: «Cocaine Shades» (Bizarre з уч. King Gordy)
- 2015: «DJ Turn It Up» (D12 з уч. King Gordy)
- 2015: «Ghetto Boyz» (Bizarre з уч. King Gordy та K.B.)
- 2015: «On the Run» (I.T.S.B. SKETCH з уч. Big Herk, King Gordy та Nerve Damage)